# Reliquaire de la Sainte Épine de Grenoble
Le reliquaire de la Sainte Épine de Grenoble contient une Sainte-Épine, fragment de la couronne du Christ qu'il aurait porté lors de la Passion, conservée au musée de l'Ancien Évêché à Grenoble.

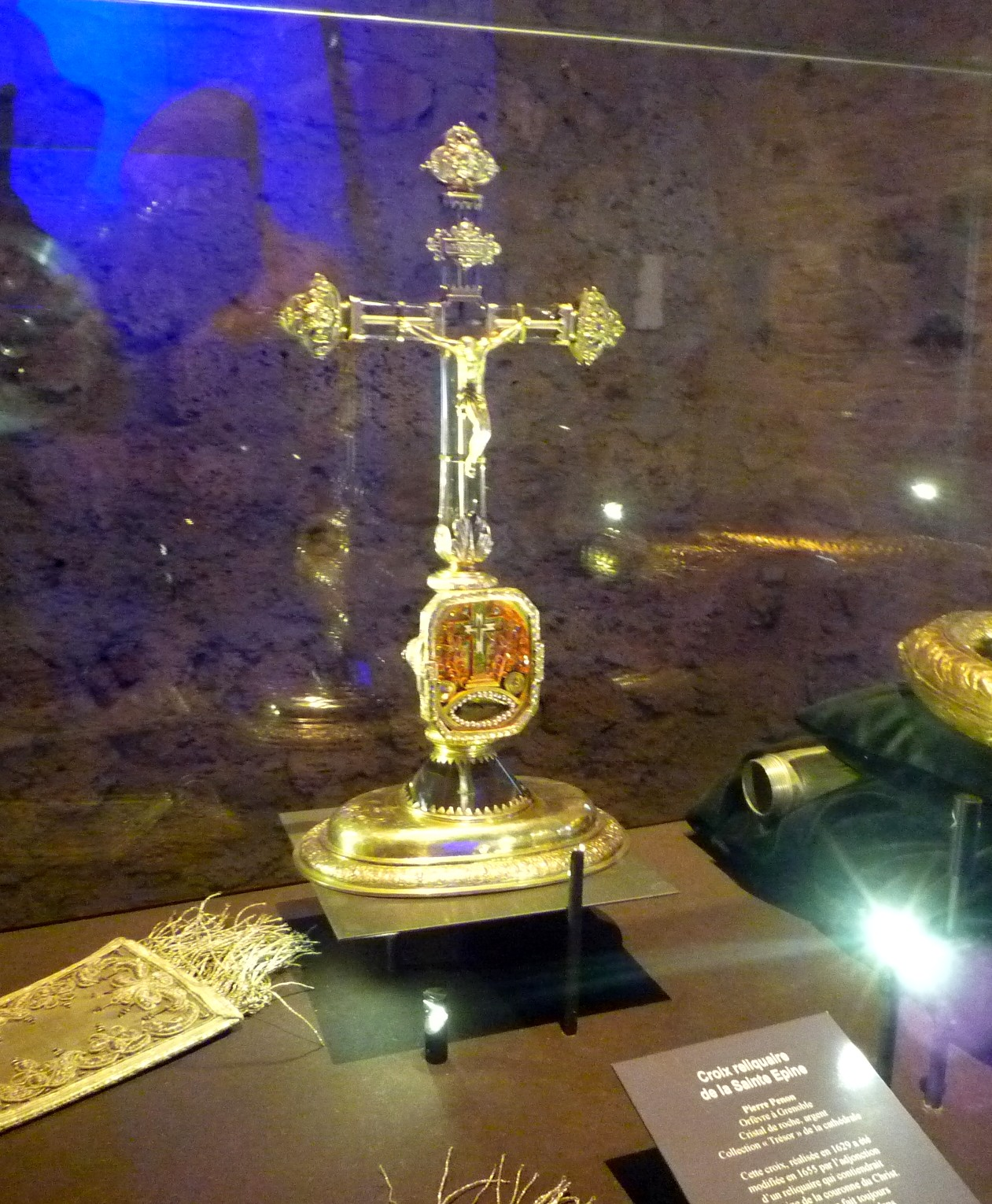
La croix reliquaire de 1629, abritant la Sainte Epine

## Historique
Au XVIe siècle, Guillaume de Saint-Marcel d'Avançon, archevêque d'Embrun et doyen du Chapitre cathédral de Grenoble, fit don au monastère des Clarisses (couvent Sainte-Claire) de Grenoble d'une épine de la Couronne qu'aurait portée le Christ durant sa Passion. Dans la seconde moitié du XVIIe siècle, la relique fut placée dans une croix en or et en cristal réalisée en 1629 par l'orfèvre Pierre Penon.
Après la Révolution, elle fut installée dans la cathédrale Notre-Dame, où elle fut exposée dans la chapelle Saint-Victor puis dans la chapelle Saint-Louis. Elle ramena beaucoup de pèlerins et fait toujours l'objet de dévotion dans la religion orthodoxe.
Depuis 1998, le reliquaire se trouve dans le hall Sainte-Claire du Musée de l'Ancien Évêché.

## Sources
- Aimée-Marie de Franclieu, Les Saintes Epines de Grenoble, Librairie Paradis, Grenoble, 1889.
- « Les Reliquaires de la Sainte-Épine », dans Le Vieux Grenoble, ses artistes, ses trésors d'art, volume 3, Roissard, 1970, p. 149.
- Gisèle Godefroy, Raymond Girard, Les Orfèvres du Dauphiné : du Moyen Âge au XIXe siècle, Librairie Droz, 1985, p. 212 note 20.
- Gilles-Marie Moreau, La cathédrale Notre-Dame de Grenoble, Paris, L'Harmattan, 2012, 360 p. (ISBN 978-2-336-00250-7, lire en ligne), pp. 335-336.